# البهائية في إيطاليا
يعود تاريخ الدين البهائي في إيطاليا إلى عام 1899 - وهو أقدم تاريخ معروف للبهائيين في إيطاليا. تزعم المصادر البهائية حاليًا أن هناك حوالي 3000 من أتباعها في إيطاليا في أكثر من 300 موقع. تشير تقديرات جمعية أرشيف بيانات الأديان (التي تعتمد في الغالب على التوقعات من الموسوعة المسيحية العالمية ) إلى وجود حوالي 5000 بهائي في إيطاليا في عام 2005.
كتب عبد البهاء، زعيم الدين من عام 1892 إلى عام 1921، رسالتين إلى البهائيين الإيطاليين وذكر إيطاليا عدة مرات وتناول قضايا الحرب والسلام أيضًا. على الرغم من انضمام العديد من الأشخاص إلى الدين قبل الحرب العالمية الثانية، إلا أنه ربما لم يتبق في البلاد إلا بهائي واحد بحلول النهاية. وبعد فترة وجيزة تم تنسيق موجة من الرواد وكان البهائيون الأوائل الذين وصلوا هم أنجيلين أوغو جياتشيري. بحلول عام 1948 تم انتخاب أول جمعية روحية محلية للبهائيين في روما. كان هناك ستة مجتمعات في جميع أنحاء إيطاليا وسويسرا عندما تم تشكيل الجمعية الوطنية الإقليمية في عام 1953. انتخب البهائيون الإيطاليون جمعيتهم الروحية الوطنية في عام 1962. وأظهر مسح للمجتمع في عام 1963 وجود 14 جمعية و18 مجتمعًا أصغر. تشمل المؤتمرات الرئيسية التي عقدت في إيطاليا مؤتمر باليرمو عام 1968 لإحياء ذكرى انتقال بهاء الله، مؤسس الدين، من جاليبولي إلى سجن عكا والمؤتمر الإقليمي لجنوب أوروبا عام 2009 في بادوفا حول تقدم الدين.

## المرحلة المبكرة
قبل تأسيس إيطاليا الحديثة مباشرة، وجه بهاء الله رسالة إلى البابا بيوس التاسع قبل بضع سنوات من توحيد مملكة إيطاليا. كان هذا جزءًا من سلسلة بعنوان «سوري هيكل» أو لوح الهيكل والتي تم جمعها باللغة الإنجليزية كجزء من استدعاء رب الجنود.
في وقت مبكر من عام 1899 كان هناك اثنان من البهائيين في إيطاليا - إديث بور في فلورنسا وماريا فورني. كانت بور أمريكية وتم نشر كتاب من شعرها. كانت فورني من أصل بولندي، وعاشت في تيسينو في البداية حيث أدارت مدرسة خاصة للأطفال ذوي الإعاقة وقدمت التعاليم البهائية ولكنها سرعان ما انتقلت إلى كريفينا بالقرب من بحيرة كومو. وقد توفي كلاهما بحلول عام 1930. كان بور هو المتلقي لرسالتين من عبد البهاء. في نوفمبر 1900، تعرفت آغنيس ألكسندر على هذا الدين أثناء زيارتها لعائلتها في روما. وفي أثناء وجودها هناك التقت بشارلوت ديكسون، وهي بهائية أمريكية كانت عائدة للتو من الحج البهائي.

### روابط مع عبد البهاء
جولييت تومسون، وهي من أوائل البهائيين البارزين من الولايات المتحدة، سافرت إلى إيطاليا في عام 1909 في رحلة حج بهائية لمقابلة عبد البهاء. وكان آخرهم هوراس هولي الذي انطلق إلى أوروبا في عام 1909 والتقى ببيرثا هربرت أثناء الرحلة. وقد أعاره هربرت كتاب مايرون فيلبس عن عبد البهاء، وانضم هولي سريعًا إلى الدين. تزوج هربرت وهولي في أكتوبر 1909 واستقرا في إيطاليا. ثم التقيا عبد البهاء في رحلتيه إلى أوروبا، وعاشا في إيطاليا حتى عام 1912، عندما انتقلا إلى باريس. كانت ماريا فورني من بين الذين زاروا عبد البهاء عندما وصل إلى سويسرا في عام 1911 في رحلته الأولى إلى الغرب. في رحلته الثانية، صعد عبد البهاء وحاشيته على متن سفينة آر إم إس سيدريك ‏ في الإسكندرية، مصر، متجهين إلى نابولي حيث وصلوا في 28 مارس 1912، على الرغم من أنهم لم ينزلوا من السفينة خوفًا من الخلط بينهم وبين الأتراك أثناء الحرب الإيطالية التركية المستمرة. صعد على متن السفينة عدد من البهائيين من أمريكا وبريطانيا للسفر معهم. كان شوقي أفندي شاب قد رافق عبد البهاء من مصر، ولكن تم رفض السماح له بمواصلة الرحلة بسبب مرض بسيط، وتم نقله إلى الشاطئ، على الرغم من أن الجميع لم يقتنعوا بصدق التشخيص، وافترض البعض أن ذلك كان سوء نية ضد المسافرين وكأنهم أتراك. وكان البهائيون الأميركيون قد أرسلوا آلاف الدولارات لتغطية تكاليف الرحلة، وحثوا عبد البهاء على مغادرة سيدريك في إيطاليا والسفر إلى إنجلترا للإبحار في الرحلة الأولى لسفينة آر إم إس تيتانيك. بدلاً من ذلك أعاد الأموال للجمعيات الخيرية واستمر في الرحلة على متن سيدريك. وفي وقت لاحق، التقى به أحد الناجين وسأله عن سبب عدم ذهابه إلى السفينة تيتانيك، واقترح أن «الله يلهم قلب الإنسان». وفي وقت لاحق في أبريل 1912، سُجِّل أن عبد البهاء يخاطب تلك الحرب:
يا له من بلاءٍ عظيمٍ يسودُ إيطاليا وتركيا هذه الأيام! الآباءُ يسمعونَ بوفاةِ أبنائهم، والأبناءُ يُحزنونَ لسماعِ خبرِ وفاةِ آبائهم. يا لها من مدنٍ تُدمَّرُ، ويا لها من ثرواتٍ ناشئةٍ تُرمى في مهبِّ الرياح! ترياقُ هذا البلاءِ العظيمِ هو السلامُ العالميُّ، مصدرُ الطمأنينةِ الشاملة.
أثناء وجوده في الولايات المتحدة، خصص عبد البهاء موقع بيت العبادة البهائي في أمريكا الشمالية. بحلول عام 1915، كان البهائيون الإيطاليون من بين المساهمين في بنائه. وبعد عودته إلى مصر، عاد عبد البهاء إلى الحديث عن إيطاليا والحرب. كتب سلسلة من الرسائل، أو الألواح، إلى أتباع الدين في الولايات المتحدة في عامي 1916 و1917؛ وقد تم تجميع هذه الرسائل معًا في كتاب ألواح الخطة الإلهية. أما الألواح السابعة فقد ذكرت مناطق أوروبية، وقد كتبت في 11 أبريل/نيسان 1916، ولكن تأخر تقديمها في الولايات المتحدة حتى عام 1919 ـ بعد نهاية الحرب العالمية الأولى ووباء الإنفلونزا الإسبانية. وقد تمت ترجمة اللوح السابع وتقديمه في 4 أبريل 1919، ونشر في مجلة نجم الغرب في 12 ديسمبر 1919، وذكر إيطاليا. يقول:
«باختصار، لقد أشعلت هذه الحرب التي تهلك العالم نارًا في القلوب لا توصف. في جميع دول العالم، يستحوذ التوق إلى السلام الشامل على وعي البشر. ما من روح إلا وتتوق إلى الوئام والسلام. لقد تحققت حالة رائعة من التقبل... لذا، يا مؤمني الله! ابذلوا جهدكم، وبعد هذه الحرب انشروا خلاصة التعاليم الإلهية في الجزر البريطانية، وفرنسا، وألمانيا، والنمسا والمجر، وروسيا، وإيطاليا، وإسبانيا، وبلجيكا، وسويسرا، والنرويج، والسويد، والدنمارك، وهولندا، والبرتغال، ورومانيا، وصربيا، والجبل الأسود، وبلغاريا، واليونان، وأندورا، وليختنشتاين، ولوكسمبورغ، وموناكو، وسان مارينو، وجزر البليار، وكورسيكا، وسردينيا، وصقلية، وكريت، ومالطا، وأيسلندا، وجزر فارو، وجزر شيتلاند، وجزر هيبريدس، وجزر أوركني.»

### التطورات بعد الحرب العالمية الأولى
في حوالي عام 1919-1920، سافر البهائي الياباني الشهير سايتشيرو فوجيتا ‏ على متن باخرة إلى إيطاليا، حيث كان ينتظر برقية عبد البهاء ليتمكن من التوجه إلى حيفا. وقد لوحظ وجود تواصل مع البهائيين في إيطاليا في عام 1923. لوحظ وجود إيموجين هوج في فلورنسا في عام 1925. أبحرت ماريون جاك إلى إيطاليا خلال شهر يناير عام 1926. فرت آن لينش من روسيا في نهاية الحرب العالمية الأولى واستقرت في إنجلترا، واعتنقت الدين البهائي فور سماعها به لأول مرة في إيطاليا عام 1926، ثم استقرت في سويسرا. أدرجت قائمة عام 1925 «للمراكز البهائية المحلية الرائدة» في أوروبا مركزًا واحدًا في إيطاليا. في عام 1930 قيل أن أحد البهائيين من بغداد، السيد تويج، انتقل إلى ميلانو. كان التصويت الرسمي الأول على فرض عقوبات دولية ضد العدوان، والذي اتخذته عصبة الأمم في عام 1936، عندما غزت إيطاليا الفاشية إثيوبيا مسببة الحرب الإيطالية الحبشية الثانية، قد أشاد به شوقي أفندي، رئيس الدين من عام 1921 إلى عام 1957، باعتباره: «حدثًا لا مثيل له في تاريخ البشرية». في 25 مايو 1940، حصل شوقي أفندي وروحية خانوم على جوازات سفر بريطانية أثناء وجودهما في روما - وبعد بضعة أيام دخلت إيطاليا الحرب العالمية الثانية.

### إعادة التطوير بعد الحرب العالمية الثانية
ربما كانت جيريسينا كامباني من فلورنسا هي البهائية الوحيدة التي بقيت على قيد الحياة ونشطت خلال الحرب العالمية الثانية. ابتداءً من عام 1946، وضع شوقي أفندي خططًا للمجتمع البهائي الأمريكي لإرسال رواد إلى أوروبا؛ حيث أنشأ الرواد لجنة تعليمية أوروبية برئاسة إيدنا ترو. ربما كان أول البهائيين الذين دخلوا إيطاليا بعد الحرب العالمية الثانية هما أنجيلين أوغو جياتشيري. وصلوا إلى نابولي في 20 فبراير 1947 وأرسلوا برقية إلى شوقي أفندي من روما. وبحلول نهاية شهر مارس، تم تسجيل أول إيطالي يعتنق المسيحية في جنوة. كان أوغنستو سالفيتي هو الذي سمع عن الدين من مؤمن فارسي بينما كان أسير حرب في الهند وقام بالتحقيق في الدين عند عودته إلى إيطاليا. وسرعان ما انضم الأخ رودولفو سالفيتي إلى الدين - ووصل الرائدان السيد والسيدة فيليب مارينجيلا إلى إيطاليا بحلول منتصف عام 1947. وكان هناك أيضًا بهائي واحد في ميلانو - ربما كان لاجئًا تركيًا. بحلول أوائل عام 1948 انضم إيطاليان آخران إلى الدين - فيرينا فينتوريني ولويجي بيفيري. بحلول عام 1948 تم انتخاب أول جمعية روحية محلية في روما. في عام 1948، سافرت ماريون ليتل من أمريكا إلى فلورنسا. قامت البهائية الشهيرة دوروثي بيتشر بيكر، التي تم تعيينها لاحقًا كإحدى يدي القضية، برحلة في عام 1948 عبر أوروبا بما في ذلك زيارة إيطاليا. بدأت الإصدارات باللغة الإيطالية بكتيب تمهيدي تم إرساله إلى مواطنين بارزين وإلى أربعمائة مكتبة عامة. تبع ذلك إصدار طبعة جديدة من كتاب جون إيسلمونت بهاء الله والعصر الجديد، وقد أُرسلت نسخة خاصة منه، مجلدة بجلد أخضر مصقول، إلى أرشيفات الدين البهائي في فلسطين. وحتى عام 1964، عندما عادت إلى أمريكا، عملت رئيسة للجنة النشر الإيطالية، وهو المجال الذي أعطاها مجالاً لتنمية مهاراتها الفنية والإدارية. تحت إشرافها وإرشادها تمت ترجمة العديد من الكتابات الرئيسية للإيمان إلى اللغة الإيطالية وتم نشرها. توفيت عام 1980 ودُفن جثمانها في مقبرة كاب دايل، بالقرب من موناكو. جاء ويليام سوثرلاند ماكسويل إلى إيطاليا لبدء مراجعة المواد اللازمة لتوسيع مرقد الباب في عام 1948 واستمر ذلك حتى عام 1951 مع شحنات إلى فلسطين من أجل المشروع. ساعد المهندس المعماري أندريا روكا، الأستاذ الفخري في أكاديمية الفنون الجميلة في كارارا، في العمل على الضريح وكذلك مبنى الأرشيف الدولي اللاحق. تأسست أول عائلة إيطالية مكونة بالكامل من البهائيين في أبريل 1949 تلاها تحول جوزيبي بيراردي البالغ من العمر 81 عامًا بحلول يوليو.

## نمو الدين

### في الفترة التي تسبق انتخاب الجمعية الإقليمية
كانت فترة الخمسينيات المبكرة من القرن العشرين فترة كبيرة لتطور الدين في إيطاليا. تم انتخاب الجمعيات المحلية في فلورنسا ونابولي لأول مرة في عام 1951. انضم المستشرق أليساندرو بوساني إلى الدين قبل أبريل 1951 - وفي النهاية أصبح أستاذًا فخريًا ومديرًا لمدرسة الدراسات الشرقية ومعهد الدراسات الإسلامية في جامعة روما «لا سابينزا»، وكان عضوًا في أكاديمية «لينتشي» الوطنية. لقد ساهم في دعم كل مؤسسة أو لجنة، وطنية أو محلية، دُعي لخدمتها. كانت إيميلي مود ووترورث بوسيو (مود بوسيو) تبلغ من العمر 54 عامًا عندما انضمت إلى الدين في يناير 1953. خلال فترة خدمتها التي استمرت خمسة عشر عامًا، كانت بوسيو عادةً عضوًا في جمعية فلورنسا. وبدأت الجماعة البهائية في صقلية في عام 1953.

#### الاتفاقية الإيطالية السويسرية الأولى
كان هناك ستة مجتمعات في جميع أنحاء إيطاليا وسويسرا انتخبت 19 مندوبًا اجتمعوا لحضور المؤتمر لانتخاب جمعية وطنية إقليمية في مدينة فلورنسا بحضور يد القضية بول إي هاني وأوجو جياتشاري وإيدنا ترو، رئيس لجنة التعليم الأوروبية والذين مثلوا الجمعية الروحية الوطنية للولايات المتحدة في الإجراءات. وتضمنت الإجراءات الإعلان عن رسائل عبد البهاء إلى الإيطاليين، والإشارة إلى حضور 18 من أصل 19 مندوبًا، وانتخاب مسؤولي المؤتمر، والترحيب بالضيوف، ومناقشة تقدم الدين في المنطقة، ودور المؤسسات البهائية، والاحتفال بأحداث الرضوان، والانتخابات السرية الفعلية للجمعية الوطنية. وكان أعضاؤها الأوائل هم: الدكتور أوغو جياتشيري، فريدريش شار، الدكتور أليساندرو بوساني، ماريون ليتل، البروفيسور ماريو فيورنتيني، آنا كونز، ستيلا لانزار، آن لينش، وإلسا شتاينميتز. وتم تبادل رسائل من الجمعيات الوطنية الحادية عشرة الأخرى الموجودة آنذاك، وكان هناك إعلان بأن هذه الجمعيات تم الترحيب بها في مؤتمر قاري في السويد في وقت لاحق من نفس العام. أقيمت خلال المؤتمر ورش عمل حول الإدارة البهائية وتم تكريم العديد من الرواد في المجتمع. وبعد ذلك عقدت جلسة عامة تحدث فيها أوغو جياتشيري حول موضوع التخمير العالمي الذي يؤدي إلى نشوء الحضارة. كان أليساندرو بوساني عضوًا في هذه الجمعية الإقليمية طوال سنوات وجودها.

### في الفترة التي تسبق انتخاب الجمعية الوطنية
في أكتوبر 1953 انتقلت ماري سيوكا إلى كالياري في سردينيا وعينها شوقي أفندي فارسة من فرسان حضرة بهاء الله. في يناير 1954 أُعلن أن يد القضية دوروثي بيتشر بيكر قد لقيت حتفها في حادث تحطم طائرة بالقرب من جزيرة إلبا في طريقها إلى روما من باكستان حيث كانت تقوم بجولة بعد المساعدة في مؤتمر دولي في الهند. في فبراير، تم تحديد جميع الأهداف المخصصة لإيطاليا وسويسرا من قبل الرواد: ليختنشتاين وموناكو وسان مارينو وجزر صقلية وسردينيا ورودس. في سبتمبر، عقدت إيطاليا وسويسرا أول مدرسة صيفية لها - حضر 75 بهائيًا الفصول الدراسية التي أقيمت في بيكس ليه باينز. بعد العمل على مرقد الباب، تم توقيع عقود أخرى للمواد والعمل لمبنى الأرشيف الدولي. أشار المؤتمر الثالث لانتخاب الجمعية الإيطالية السويسرية إلى انتخاب جمعيات محلية في موقع الهدف مونتي كارلو، موناكو. في 9 مايو 1955، وبعد اضطراب المجتمع البهائي في طهران إيران، طُلب من الطبيب الشخصي للشاه، عبد الكريم أيادي، وهو بهائي، مغادرة البلاد لفترة من الوقت. ولهذا السبب ذهب إلى إيطاليا لمدة تسعة أشهر تقريبًا. كانت ريتا فان سومبيك تعيش في هولندا منذ عام 1947 ولكنها انتقلت إلى إيطاليا في أوائل الخمسينيات حيث خدمت مصالح الدين. في عام 1955 تم افتتاح مبنى المركز الوطني للبهائيين في إيطاليا في روما. بعد التسبب في انقسامات البهائية في عام 1957، اتخذ تشارلز ماسون ريمي مقرًا له في فلورنسا حيث توفي في أبريل 1974. تم انتخاب الجمعية المحلية في باليرمو لأول مرة في عام 1958. في ذلك العام بدأت مغنية الأوبرا السابقة ماريا مونتانا في القدوم إلى إيطاليا. تم انتخاب أول جمعيتين روحيتين في جنوة وميلانو في عام 1959. بحلول عام 1959، كان الإيطالي خوليو سافي بهائيًا نشطًا يعمل في إثيوبيا. أصبح الإيطالي أوغستو روبياتي أيضًا بهائيًا في إثيوبيا وعاد سافي وروبياتي لاحقًا إلى إيطاليا. في السنوات التالية فاز روبياتي بجوائز السلام والأدب. في عام 1959، بدأت المواد الإيطالية، بعد أن كانت جزءًا من ضريح الباب ومبنى الأرشيف الدولي، تُدمج في دار العبادة البهائية في كامبالا. تم انتخاب أول جمعيات محلية في البندقية وتورينو، وبيروجيا في عام 1960 (وصل أول بهائي إلى بيروجيا في عام 1959.) اجتمع البهائيون ذوو الخلفية أو الاهتمام بالريادة في روما في نوفمبر 1960 وناقشوا الأهداف المتبقية في البلاد بثلاث لغات بالإضافة إلى عقد فصول دراسية حول موضوعات بيت العدل الأعظم و«علم النفس الكاثوليكي والإيمان البهائي» ومواضيع أخرى. زار يد القضية إينوك أولينغا العديد من الأماكن بما في ذلك صقلية وإيطاليا القارية في عام 1960 ومرة أخرى في عام 1971. كان خوليو سافي عضوًا في الجمعية المحلية في بولونيا التي تشكلت لأول مرة في أبريل 1961 بينما تشكلت أيضًا أول جمعيات في ترييستي، وبادوفا، وباري. زار شعلان علائي البهائيين في ميلانو عام 1961. وفي أوائل عام 1962 زار علي أكبر فوروتان البهائيين في فلورنسا وميلانو. وقد أدرجت طبعة عام 1962 من الكتب والدوريات الإيطالية، وهي مراجعة للمنشورات باللغة الإيطالية من قبل الحكومة، كتاب دروس القديس يوحنا العكاوي (بالإيطالية: Le lezioni di San Giovanni d'Acri) والذي كان ترجمة مستقلة لبعض الأسئلة المجابة.

#### الاجتماعات العامة
خلال عامي 1961 و1962 بدأت عقد اجتماعات عامة مختلفة. في فبراير 1961، عقد مؤتمر مشترك للبهائيين في مدينتي البندقية وبادوا لمراجعة تقدم الدين هناك، بينما عقد اجتماع عام للنوروز البهائي جمع البهائيين والضيوف من بولونيا وفلورنسا وبادوا وريميني وسان مارينو. أقيمت في شهر أكتوبر ثلاث فعاليات تكريما للأمم المتحدة. كانت المحاضرتان الأوليتان عبارة عن محاضرات للدكتور أليساندرو بوساني، عضو الجمعية الوطنية الإيطالية السويسرية وأستاذ اللغات الشرقية في جامعتي روما ونابولي، حول موضوع «الأمم المتحدة والعالم المتحد» في فلورنسا وبولونيا. وكان الحدث الثالث هو عضو مجلس الإدارة المساعد ماريو بيارولي الذي تحدث في بادوفا عن الأمم المتحدة أمام جمهور دولي. أجرى كاتب مميز في صحيفة أفانتي الاشتراكية مقابلة مع بوساني، ثم كتب تقريرًا، ليس فقط عن اللقاء، بل أيضًا عن الدين بشكل عام. استقطبت مبادرة عامة في تورينو حوالي ثمانين شخصًا من جنوة وميلانو وتورينو لسماع أوغو جياتشيري يتحدث عن زيارته الأخيرة إلى أمريكا الوسطى الموضحة بالشرائح التوضيحية. وتبع ذلك سلسلة من ستة اجتماعات عامة لإعطاء أي شخص مهتم الفرصة للتحقيق في الدين. وكان متوسط الحضور حوالي سبعين. وفي بولونيا، عُقد اجتماع عام حيث استمع الحضور إلى الدكتور جياتشيري حول «النهج البهائي للمشاكل الحديثة». وقد عقد اجتماع عام آخر في بادوفا بين الشباب.

#### الجمعية الوطنية الإيطالية ونظرة عامة على المجتمع
في عام 1962 انتخبت الجماعة البهائية الإيطالية جمعيتها الروحية الوطنية الخاصة بها. وكان أعضاؤها الأوائل: ديفيد نيد بلاكمير حسين محبوبي، تيريزا طفا، أوغوستو روبياتي، حشمت مؤيد، ماريو فيورنتيني، مانوتشر مجذوب، حسين أفاريجان، وماريو بيارولي. كان بوساني عضوًا في الجمعية الروحية الوطنية في إيطاليا لمدة عشرين عامًا حتى عام 1984. وصل إجمالي عدد البهائيين إلى أول مدرسة صيفية إيطالية، والتي أقيمت في سبتمبر/أيلول بالقرب من ريميني. وشارك غير البهائيين أيضًا في بعض الفصول الدراسية. ألقى أوغو جياتشيري، يد القضية، محاضرة حول «الأعمال التاريخية والدينية والأدبية لشوقي أفندي».
في عام 1963، أصبح أعضاء الجمعيات الوطنية القائمة آنذاك ممثلين لأول انتخابات لبيت العدل الأعظم. كان أعضاء الجمعية الإيطالية هم البروفيسور حسين أفاريجان، وأليساندرو بوساني، وديفيد نيد بلاكمير، والبروفيسور ماريو فيورنتيني، ومنوتشهر مجذوب، وحسين محبوبي، وماريو بيارولي، وأوغوستو روبياتي، وتيريزا تاف؛ وقد تمكن ستة منهم من حضور المؤتمر نفسه.
كانت المجتمعات البهائية في إيطاليا في عام 1963 هي:
| الجمعيات            |         |             |        |        |          |        |           |         |        |         |        |          |
| باري                | بولونيا | فلورنسا     | جنوة   | ميلانو | نابولي   | بادوفا | باليرمو   | بيروجيا | روما   | ترييستي | تورينو | البندقية |
| المجموعات           |         |             |        |        |          |        |           |         |        |         |        |          |
| كالياري             | كومو    | لاتيرينا    | مانتوا | بارما  | بيزوني   | ريميني | سيينا     |         |        |         |        |          |
| البهائيون المعزولون |         |             |        |        |          |        |           |         |        |         |        |          |
| قيفا                | ليتشي   | سوق ميتورو ‏ | ميسينا | ميتا   | بيولتيلو | بيزا   | بوجيبونسي | رونكيد  | ساساري |         |        |          |

كانت ماريا مونتانا معروفة في مجتمع البهائيين في باري بين عامي 1963 و1966. توجد صورة لها هناك في عام 1964؛ وارتفع عدد أعضاء المجتمع من 2 إلى 20 عضوًا وانتخب أول جمعية محلية له في عام 1967.

## التنمية كمجتمع وطني

### الاجتماعات العامة
في عام 1963، قامت السيدة البهائية ميهرانجيز منصف من إنجلترا، والتي كانت في السابق من الهند، بجولة في ست مدن مع الفن الهندي وشرائح المعابد والأماكن المقدسة. في عام 1965 دعا النادي الدولي بجامعة بادوا البهائيين لإلقاء محاضرة عن الدين. كما تم تحديد مواعيد للاحتفال بيوم حقوق الإنسان مع البهائيين في العديد من المدن الإيطالية - بولونيا، ومانتوا، وبادوفا، وميلانو، وجنوة، وتورينو، وفلورنسا. في ديسمبر 1966، عقد البهائيون في ميلانو مؤتمرين عامين مع أعضاء من نوادي ثقافية مختلفة، ونادي الصحافة وغيرها. ألقى البروفيسور بوساني عرضًا تقديميًا في النادي الثقافي والفني بجامعة بادوا حول الأديان التي نشأت في بلاد فارس - الديانة البهائية على وجه الخصوص. في عام 1968 عُقدت اجتماعات عامة في بيروجيا وميلانو وأناكابري وفي باليرمو في فييرا ديل ميديتيرانيو. عُقد اجتماع عام حضره حوالي 250 شخصًا في مسرح المدينة في ريميني في نوفمبر 1968 مع عزف على البيانو ومحاضرة للأستاذ بوساني. في مايو 1969 ألقى البروفيسور بوساني محاضرة في اجتماع عام في ليباري حضره حوالي 60 شخصًا - وكان الموضوع حول «العصر الذري والأزمة في مجتمع اليوم» وذكر الدين. وقد جذبت سلسلة الأحداث اهتماماً كبيراً على مدى أسبوع في مانتوفا في نوفمبر/تشرين الثاني 1969. وكان الهدف هو الوصول إلى الجزء الأكبر من سكان المدينة ونشر الإيمان، على الأقل بالاسم. تم تقديم نسخ من إعلان بهاء الله إلى كبار الشخصيات المحلية وتم عقد عدد من الفعاليات: مؤتمرات عامة، ومناقشات المائدة المستديرة، وحفل موسيقي، وعروض شرائح. احتفل البهائيون في روما باليوم العالمي للدين من خلال مناقشة عامة مستديرة بين الأديان في أكاديمية تيبيرينا حول موضوع «الدين كأداة للسلام والوحدة». في مايو 1971 أقيم حدث عام في جزيرة إيشيا مع فنانين من الشباب. عقد البهائيون في ريميني مؤتمرًا في أكتوبر 1975 احتفالًا بالعام العالمي للمرأة. دعت مدينة ميلانو البهائيين لحضور عرض عام، لذا نظم البهائيون سلسلة من ست محاضرات حول التعاليم البهائية المختلفة.

### فرص الشباب
أقيمت المدرسة الصيفية عام 1964 في بيلاريا، وكان جاي مورشي من بين معلمي ذلك العام. أقيمت المدرسة الصيفية الإيطالية عام 1965 مرة أخرى في بيلاريا بالقرب من ريميني. هذا العام ضاعفت اللجنة الغرف المحجوزة وفعلت ذلك لمدة أسبوعين بدلاً من أسبوع واحد. ولحسن الحظ حضر 284 بهائيًا من ستة عشر دولة وحضر أكثر من عشرين غير بهائي. وكان اثنان من يدي القضية حاضرين لتدريس الفصول - جون فيرابي (مواثيق قضية الله) وأبو القاسم فيضي (معنى التاريخ من وجهة نظر البهائيين). في العام التالي كان من بين المقدمين للطلاب البالغ عددهم 287 طالبًا الدكتور فيروز كاظم زاده، الرئيس السابق للجمعية الوطنية للولايات المتحدة، والأستاذ الدكتور أليساندرو بوساني، الذي قام، بالإضافة إلى إعطاء دورتين، بالترجمة للمعلمين الناطقين باللغة الإنجليزية والفارسية والفرنسية. في عام 1965 بدأ شباب ميلانو في عقد فصول دراسية في عطلة نهاية الأسبوع  وكانت لجنة وطنية للشباب تعمل. وعقد ندوة للشباب في ريميني في مارس 1967 بحضور أكثر من 120 شخصًا؛ وألقى أحد خريجي أول معهد تدريبي محاضرة عامة. أقيمت المدرسة الصيفية الإيطالية السادسة في كونتورسي، بالقرب من نابولي، في سبتمبر 1967، بحضور 169 مشاركًا من ثلاثة عشر دولة. وشمل المتحدثون ومعلمو الفصول البروفيسور بوساني والدكتور جياتشيري والسيد روزابيبي المحامي الذي حصل على الاعتراف بالإيمان في إيطاليا ومالك الفندق الذي أقيمت فيه المدرسة، وفيليب هاينسورث عضو الجمعية الروحية الوطنية للجزر البريطانية وعضو مجلس الإدارة المساعد الدكتور إريك بلومنثال وأوغوستو روبياتي وعضو مجلس الإدارة المساعد جيمس هولملوند. نظم الشباب مناقشات مائدة مستديرة وبعد ذلك تم تنظيم مؤتمر عام في نادي الجامعة. في ربيع عام 1968، نظمت اللجنة الوطنية للشباب في إيطاليا مدرسة في باسينيانو على ضفاف بحيرة تراسيمينو بحضور 110 مشاركًا. وفي سبتمبر 1969، أقيمت المدرسة الصيفية الإيطالية السابعة في إيجيا مارينا. وحضرها يدان من دعاة قضية الله، الدكتور أدلبرت مليهلشليغل وجلال خازه، وثلاثة أعضاء من مجلس المستشارين القاري، السيدة د. فيرابي، والسيد ل. هينوزيت، والدكتور إي. بلومنثال، بالإضافة إلى أستاذ بجامعة ميلانو وأستاذ مساعد شاب من جامعة فلورنسا. وعُقدت المدرسة الوطنية للشباب البهائي عام 1971 في بيزا في أبريل، وأعقبها مؤتمر عام وفي يونيو، استُخدمت ندوة للشباب في سان مارينو للتخطيط للمشاركة في مؤتمر قاري بالإضافة إلى اجتماع عام. وفي عام 1975، حضرت مجموعة من حوالي 170 شخصًا ندوة الشباب الوطنية في فلورنسا. عُقدت مدرسة إضافية في فيستي أيضًا. وفي سبتمبر 1977، عُقدت المدرسة الصيفية البهائية في جوليانوفا - وكان أحد المتحدثين أديب طاهر زاده. وكان متحدثًا في مدرسة عام 1978 مع آخرين، وضيفًا خاصًا هو الدكتور باجنانيلي، مدير مركز المعلومات التابع لمنظمة الأمم المتحدة في روما، الذي ألقى محاضرة عامة حول «السنوات الثلاثين الأولى من عمر منظمة الأمم المتحدة». حضر ثمانمائة وخمسون شخصًا من 19 دولة المدرسة الصيفية البهائية الإيطالية عام 1983 في مدينة كوزنسا الجنوبية. وكان من بين الضيوف المميزين في المدرسة يد القضية روحية خانوم، التي كانت تقوم بأول زيارة لها للمجتمع البهائي الإيطالي. وحضر حوالي 120 طفلًا دروسًا خاصة رتبتها لهم اللجنة الوطنية الإيطالية للأطفال. قامت فرقة مُبَرِّي الفجر النمساوية بجولة في سبع مدن في إيطاليا، حيث قدمت خمس حفلات موسيقية، وسجلت برنامجين تلفزيونيين، وظهرت في ثلاث مدارس، وكان عضوًا سابقًا في الفرقة. جمع طلاب فصل دراسي للأطفال البهائيين في ميلانو عام 1988 أموالًا لرعاية طفل في هايتي من خلال دفع رسومه الدراسية لمدة عام في مدرسة أنيس زونوزي البهائية. اجتمع حوالي 600 شاب من 20 دولة لحضور مؤتمر الشباب البهائي الأوروبي في سان مارينو، بما في ذلك حوالي 40 شابًا بهائيًا من تركيا. وضم المتحدثون الضيوف وزراء مختلفين في حكومة سان مارينو، كما غطت التلفزيون الحكومي وست صحف.

### الإغاثة من الفيضانات
ردًا على فيضان نهر أرنو في فلورنسا عام 1966، قامت الجمعية الروحية الوطنية في إيطاليا بتعيين لجنة مساعدة لضحايا الفيضانات خلال المؤتمر الوطني لعام 1966 حول تقدم الدين في نوفمبر. وكان الأعضاء هم: هوشيار أشرف، محمد رافانبخس، العقيد جوليو جاكوفييلو، سهراب بايمنت، ومود بوسيو. وكان الشيك الأول الذي تم استلامه للصندوق من بيت العدل الأعظم. قامت البلدية بتزويد مراكز المساعدة في المناطق الأكثر تضرراً في فلورنسا وبروزي برسائل تعريفية. قبل أكتوبر 1967 تم تقديم مجموعة متنوعة من المساعدات: تمت زيارة خمسة وسبعين أسرة؛ وساعدت تسعة وخمسون أسرة بأكثر من 1600 قطعة ملابس؛ وتم منح ثمانية وأربعين أسرة أغطية أسرة ومناشف وما إلى ذلك؛ وتم توفير سبعة وعشرين بطانية صوفية؛ وتم توزيع الأسرة والمراتب والوسائد والمواقد الكهربائية والأثاث. تم تقديم مبلغ 735 دولاراً (1967 دولاراً) كمساعدة طارئة لعشرين أسرة.

### المنشورات
في عام 1954 تم نشر ترجمة لكتاب جون إيسلمونت بهاء الله والعصر الجديد. في عام 1956، نُشرت مجموعة من كتابات بهاءالله تحت عنوان مقتطفات من الكتابات (بالإيطالية: Spigolature dagli scritti). في 21 أكتوبر 1966، ظهرت مراجعة للكتيب «إله واحد، حقيقة واحدة، شعب واحد للدكتور أوغو جياتشيري، في صحيفة القرن الإيطالية في جنوة بإيطاليا. وقد تم مراجعته بشكل إيجابي من قبل الناقد نيكولا جيجليوني. أعلنت وكالة الأنباء الدينية، وهي وكالة أنباء صحفية تتعامل حصريًا مع الشؤون الدينية والتطورات اللاهوتية العالمية، في نشرتها الصادرة في 9 فبراير 1967 عن الاعتراف القانوني بالجمعية الروحية الوطنية للبهائيين في إيطاليا في مقال يستعرض الدين بعنوان «الجماعة البهائية الدينية في إيطاليا تحصل على الاعتراف القانوني». نشر أوغستو روبياتي عددًا من الكتب والمقالات القصيرة باللغة الإيطالية بما في ذلك مقدمة عن الدين وحول دور الجمعيات وغيرها من الأعمال. هناك كتابان على وجه الخصوص هما كتاب روبياتي الحائز على جائزة (بالإيطالية: Uomo Svegliati) (1973) و(بالإيطالية: Gli Otto Veli) (1981). تم إصدار الطبعة الإيطالية الأولى لكتاب مطالع الأنوار في عام 1978 من قبل الجمعية الروحية الوطنية للبهائيين في إيطاليا. بدأ خوليو سافي في نشر عدد من الكتب: بهية خانوم أنسيلا دي بهاء (1983)، والسعي الأبدي إلى الله الذي نُشر في عام 1988 من بينها. تم جمع مقالات بوساني ونشرها في مجلد واحد في عام 1991 من قبل دار نشر كازا إيديتريس باهائي (روما) تحت عنوان: مقالات عن الإيمان البهائي (بالإيطالية: Saggi sulla Fede Baháʼí). في عام 1991 تم نشر مجموعة من المقالات حول الدين البهائي بقلم بوساني. وقد تم استخدام نصوص أخرى له في الفصول الدينية الأكاديمية في عام 2010. تمت ترجمة كتاب صدر عام 2001 بعنوان البهائية: تحليل للدين إلى الإيطالية ونشره مركز دراسات الدين الجديد. كان بوساني مديرًا للمجلة الإيطالية الفصلية آراء البهائية (بالإيطالية: Opinioni Baháʼí) منذ تأسيسها والتي نُشرت تحت سلطة الجمعية الوطنية بدءًا من عام 1977. بادرت الجمعية الروحية الوطنية للبهائيين في إيطاليا بنشر كتيب خاص بالسنة الدولية للطفل يحتوي على اقتباسات من الكتب البهائية حول تعليم الأطفال.

### مشاريع التنمية الاجتماعية والاقتصادية
منذ نشأتها، كان للدين دور في التنمية الاجتماعية والاقتصادية بدءًا من منح المزيد من الحرية للنساء، وترويج تعليم الإناث باعتباره أولوية، وقد تم التعبير عن هذه المشاركة عمليًا من خلال إنشاء المدارس والتعاونيات الزراعية والعيادات.
ودخل الدين مرحلة جديدة من النشاط عندما صدرت رسالة بيت العدل الأعظم بتاريخ 20 أكتوبر 1983. وحث البهائيين على البحث عن طرق متوافقة مع التعاليم البهائية، والتي يمكنهم من خلالها المشاركة في التنمية الاجتماعية والاقتصادية للمجتمعات التي يعيشون فيها. في عام 1979، كان هناك 129 مشروعًا بهائيًا للتنمية الاجتماعية والاقتصادية معترفًا بها رسميًا في جميع أنحاء العالم. وبحلول عام 1987، ارتفع عدد مشاريع التنمية المعترف بها رسميا إلى 1482 مشروعا. الجمعية الإيطالية للدراسات البهائية في عام 1990. تأسست جمعية البهائيين للتنمية الاجتماعية والاقتصادية التي تحمل اسم جياني باليريو في عام 2003 وتدير أكثر من أربعين مشروعًا في جميع أنحاء مناطق إيطاليا.

## التنمية المؤسسية والمجتمعية
حضر أكثر من أربعين شابًا المؤتمر الذي استمر ثلاثة أيام في فلورنسا والذي ركز نقاشه حول التحديات المحددة في إيطاليا التي تعيق تقدم الدين. التقى أوغو جياتشيري مع الشباب والبالغين البهائيين في شهري أكتوبر ونوفمبر. كان أول بهائي إيطالي في مانتوفا هو آيدا نيفا.
وفي عام 1966 كان هناك عدد من التطورات. تمكنت الجمعية الروحية الوطنية الإيطالية من التسجيل كمؤسسة مدمجة بموجب القانون الإيطالي. في العام نفسه، تم تنسيق تجمع للبهائيين في سردينيا، وألقت ليفيا بارجينتينو، أول من أعلن أنه بهائي سرديني، محاضرة. في عام 1966، كان لجزيرتين روادهما الأوائل - في جزيرة كابري كانت روحوجي فاختيزام، وفي جزيرة ليباري كانت تيريزا تافا بينما في سردينيا حدث أول تحول سرديني عندما انضمت ليفيا بارجينتينو إلى الدين.
أُقيم أول معهد تدريبي لنشر الدين في إيطاليا على يد ميلدريد موتاهيدي في فبراير 1967. في عام 1968 ذكر الراهب الكاثوليكي، بادري ماريان، الدين في برنامجه التلفزيوني وقرأ الصلاة التي ألقاها عبد البهاء. كما توفيت السيدة مود بسيو التي كانت بالإضافة إلى جميع خدماتها (انظر أدناه) والدة السيدة فيروز كاظم زاده. في عام 1969، تم تأسيس مؤسسة النشر البهائية الإيطالية وأقامت الجمعية الوطنية علاقات تعاونية مع الاتحاد الإيطالي للغة الإسبرانتو ‏. بحلول سبتمبر 1970 انضم ألفريدو سبيرانزا، عازف البيانو الشهير الذي انتقل إلى إيطاليا، إلى الدين بالإضافة إلى كونه أول مواطن لسان مارينو. في مايو 1976، نُشر مقال من ألف كلمة يستعرض الدين في صحيفة لا ستامبا في تورينو بعد مقابلة مع سكرتير الجمعية الوطنية تمت دعوة أ. بارسا، أحد أعضاء الجمعية الوطنية، لبدء بث أسبوعي لمدة ساعة يسمى «برنامج البهائي» على محطة في بيزا. بدأت عمليات البث الإذاعي المنتظم الأخرى في بولونيا وبولزانو وتروفاريلو. إلى جانب المحادثات المعلوماتية من التعاليم البهائية، تم تخليل الموسيقى من قبل العديد من الموسيقيين البهائيين مثل سيلز وكروفتس، وديزي جيليسبي، وإنجلاند دان، وجون فورد كولي، بالإضافة إلى الفنانين الإيطاليين. في فبراير 1977، تم تنسيق الجهود المجتمعية الوطنية لتركز على بريشيا وكوزنسا وساليرنو لمدة أسبوع، وعلى ليباري وميسينا وتروفاريلو لمدة الأسبوع الثاني. وفي نهاية الجهود انتخبت ساليرنو جمعية. استأجرت جمعية تريستي خزانة عرض للأدب البهائي في محطة حافلات في موغيا، كما منحت جوائز لخدماتها للبشرية. كانت مدينة كوزنسا محور بعض الجهود في أغسطس 1977 عندما قام المعلمون المتجولون بزيارة الرائد هناك. لقد تم اتخاذ القرار بعرض بعض شرائط الفيلم، ولكن غرفة المعيشة لم تكن قادرة على استيعاب أكثر من 12 شخصًا، لذلك تم تحديد مكان لعرض الفيلم في الخارج، على جدار المنزل. وكان الجيران سعداء بالتعاون. سلمت المرأة التي تسكن في الطابق السفلي الكراسي من شقتها من النافذة. أفلام مثل البهائيين والأرض المقدسة وجزء من رحلة الضوء الأخضر حول رحلات روحيه خانوم في بوليفيا وبيرو. وبعد شهر تم انتخاب أول جمعية في كوزنسا.
في عام 1978، وقعت مجموعة متنوعة من الأحداث فيما يتعلق بالدين البهائي في إيطاليا. اجتمع حوالي مائة بهائي في مؤتمر حول تقدم الدين في جميع أنحاء إيطاليا في فلورنسا في مارس 1978. تمكن جميع أعضاء الجمعية الوطنية من حضور المؤتمر الدولي الذي عقد في أبريل 1978 لانتخاب بيت العدل الأعظم والذي كان بمثابة فرصة لتدشين مقر بيت العدل الأعظم. أنتجت الشركة الإيطالية صناعة الرخام في فيتشنزا (بالإيطالية: Industria dei Marmi Vicentini)، وهي واحدة من أكبر الشركات في إيطاليا منذ تسعينيات القرن العشرين على الأقل، كتيبًا يغطي التفاني والمبنى لتعريف العملاء المحتملين بجودة أعمالها في الرخام المعماري. تحكي هذه النشرة عن تاريخ الدين، ودور بيت العدل الأعظم، وتقدم بعض التفاصيل حول تصميم المبنى نفسه. وتشير الشركة إلى أن محاجرها ستوفر 85,000 قدم مكعب (2,400 م3) من رخام «قيصر الأبيض» المشابه للرخام الموجود في جبل بنتليكو والذي تم استخدامه في البارثينون الذي كان يحتوي على 46 عمودًا يبلغ طول كل منها 31.5 قدم (9.6 م) ارتفاعًا بينما يحتوي مقر بيت العدل الأعظم على 58 عمودًا، يبلغ ارتفاع كل منها 33 قدم (10 م) عالية. كان العمال من شيامبو. قامت مؤسسة النشر البهائية الإيطالية والجمعية الروحية المحلية في ميلانو بتجميع الموارد لإقامة جناح في معرض ميلانو التجاري السنوي السادس والخمسين في أبريل. أقيمت أجنحة أخرى في المعارض في كالياري ولأول مرة في باري. وتضمنت العروض الأدب البهائي - حيث عرضت مكتبة ميلانو مواد باللغات العربية والإنجليزية والإسبرانتو والفرنسية والألمانية والإيطالية واليابانية والنرويجية والبرتغالية والإسبانية، بالإضافة إلى كتابين بطريقة برايل. وكان من بين الضيوف المميزين في جناح ميلانو المؤلف البهائي الفرنسي أندريه بروجيرو، الذي قدم فيلمه (الأرض ليست سوى بلد واحد). كان موضوع الأكشاك البهائية في جميع المعارض هو العام الدولي للطفل. أقام البهائيون في فرانكافيلا آل ماري أول حدث إعلان عام لهم في شهر يونيو والذي غطته الصحيفة المحلية، الرسول أبروتسو. شهد سكانديتشي أول حفل زفاف بهائي وتم عقد اجتماع كبير في فيرونا باستخدام غرفة في متحف العلوم الطبيعية المحلي. اثنان من النقوش التسعة الكبيرة على الواجهة التي أعيد تشكيلها لكنيسة كاثوليكية في فورلي تضمنت اقتباسات من الكلمات المخفية إلى جانب كتاب إرميا، والتلمود، وكتابات كونفوشيوس، وكلمات القديس فرانسيس الأسيزي. في عام 1978، أعلنت الجمعية الوطنية أن المجتمع قد وصل إلى 43 جمعية وأرسل رائدًا واحدًا إلى نيجيريا، وواحدًا إلى سويسرا، واثنين إلى فرنسا. أحيى البهائيون في بورتوفيرايو وليفورنو وألساندريا ذكرى وفاة يد قضية الله دوروثي بيتشر بيكر في يناير 1979 في حفل أقيم في قاعة مدينة بورتوفيرايو. وكان من بين الضيوف روبرتو باندينيلي، وهو موظف متقاعد في مكتب الميناء وكان أول من وصل إلى موقع الحادث في عام 1954، ودومينيكو باربييري، الذي كان عمدة بورتوفيرايو في ذلك الوقت.
مثل وفد مكون من 19 عضوًا الجماعة البهائية الدولية في الجمعية البرلمانية لمجلس أوروبا في ستراسبورغ بفرنسا. في الجلسة السابعة والعشرين من الدورة العادية الثالثة والثلاثين، اعتمدت الجمعية بالإجماع القرار رقم 768، الذي يدعو السلطات الإيرانية إلى «توسيع نطاق الضمانات الدستورية المتعلقة بالأقليات الدينية والعرقية والفلسفية المشمولة في الدستور الإيراني الجديد لتشمل البهائيين»، ويحث حكومات الدول الأعضاء في مجلس أوروبا على «استغلال كل فرصة ممكنة، بما في ذلك قنوات المجتمع الأوروبي والأمم المتحدة، بهدف إقناع الحكومة الإيرانية بضرورة احترام القانون والاتفاقيات الدولية التي هي طرف فيها». وكان من بين ممثلي البهائيين، الذين أُرسلوا إلى ستراسبورغ من قِبل 16 جمعية روحية وطنية في أوروبا لدعم عمل الجماعة البهائية الدولية، جيوفاني فافا من إيطاليا. وأشار ممثل الحكومة الإيطالية إلى التقارير التي أعدتها الأمم المتحدة حول الوضع آنذاك، كما ذكر خلال المناقشة على وجه التحديد معاملة البهائيين في إيران. وقد تم اعتماد مشروع القرار في 11 مارس 1982. انظر اضطهاد البهائيين.
في عام 1983، حققت الجماعة البهائية في إيطاليا هدفها المتمثل في إنشاء 50 جمعية روحية مع انتخاب الجمعية الأولى في كاسيرتا في منطقة كامبانيا. في ذلك الوقت كانت المناطق الوحيدة في إيطاليا التي لم يكن بها جمعية واحدة على الأقل هي ساساري، شمال سردينيا، وفي كامبوباسو، موليزي. في عام 1985 وصل عدد مجتمع البهائيين الإيطاليين إلى 55 جمعية مع أول جمعيتين في كامبوباسو وسان بيترو. انضم أربعون بهائيًا من 28 منطقة إلى بهائيي بيروجيا للاحتفال بالذكرى الخامسة والعشرين لتأسيس الجمعية الروحية في بيروجيا. في هذا الحدث، روى الدكتور جياتشيري قصة كيف كان جنديًا جريحًا شابًا، لا يزال يجهل الدين البهائي، في بيروجيا عام 1916. في يناير 1988، تم تخصيص حلقة من برنامج مدته 45 دقيقة في مسلسل تلفزيوني إيطالي بعنوان «الرجال والأنبياء» بالكامل للدين مع مقدمة مستقلة من قبل البروفيسور سيرجيو نويا، المحاضر في اللغات والأدب في الجامعة الكاثوليكية في ميلانو، واصفًا الطبيعة المستقلة للدين، وشرح تمييزه الواضح عن الإسلام، وأظهر أن التعصب الديني كان سبب اضطهاد الدين حتى الوقت الحاضر.
في مارس 1988 توفي البروفيسور أليساندرو بوساني، عضو المؤسسات الوطنية الدينية في إيطاليا، والأكاديمي وكاتب العديد من الكتب. يد القضية توفي الدكتور جياتشيري أثناء رحلة إلى ساموا الأمريكية. في عام 1990 ارتفع عدد البهائيين في بورتيشي بسرعة إلى 105 عضوًا وانتخبوا جمعيتهم الأولى.

### صقلية
كان صقلية أول رواد البهائية في عام 1953 مع وصول إيما رايس، وستانلي وفلورنس باجلي الذين انتقلوا إلى تاورمينا وباليرمو. تم انتخاب أول جمعية محلية في باليرمو في عام 1958 - وكان أعضاء الشباب في المجتمع يساهمون بترجماتهم الخاصة للمواد البهائية المختلفة. بحلول شهر مارس/آذار 1961، أرسلت الجماعة البهائية الصقلية ثمانية رواد إلى مناطق أخرى.
في أغسطس 1968 دعا بيت العدل الأعظم إلى عقد مؤتمر في باليرمو لإحياء ذكرى انتقال حضرة بهاء الله من جاليبولي إلى السجن الأعظم. وقد قورن هذا الحدث بهجرة إبراهيم من أور الكلدانيين إلى منطقة حلب، ورحلة موسى إلى الأرض الموعودة، وهروب مريم ويوسف مع الطفل يسوع إلى مصر، وهجرة محمد. تم اختيار مكان الاحتفال، باعتباره المؤتمر المحيطي الأول للدين، في ضوء الذكرى السنوية على البحر الذي حمله، فضلاً عن الخطوات المهمة في تقدم ديانتي المسيحية والإسلام وكذلك الإيمان البهائي (مع ملاحظة رحلات عبد البهاء إلى الغرب عبره). مع مثل هذه الموضوعات كخلفية، كان من أهداف المؤتمر أيضًا رفع معنويات البهائيين، وزيادة معدل الرواد الذين يسافرون إلى المناطق المستهدفة، وحالة الأموال. وقد تولى المجلس الوطني الإيطالي تنظيم المؤتمر بتعيين تيريزا تفا، وسهراب بايمنت، ومود بوسيو كمنسقين للمؤتمر. وصل أكثر من 2300 بهائي من جميع أنحاء العالم من 67 دولة وكانوا بمثابة مقدمة لزيارة الأراضي المقدسة بمناسبة الذكرى المئوية لوصول حضرة بهاء الله إلى عكا في 31 أغسطس 1868. كان الموقع الرئيسي للمؤتمر في فييرا ديل ميديترانيو. كانت هناك أحكام متاحة للترجمة الفورية للمؤتمر من الإنجليزية إلى الإيطالية والإسبانية والفارسية والألمانية والفرنسية. رحب البروفيسور أليساندرو بوساني، بصفته رئيسًا للجمعية الروحية الوطنية في إيطاليا، بالجميع في المؤتمر وأشار إلى حضور عشرة من أيادي القضية وتم تقديم جميع أعضاء مجلس المستشارين القاري. استعرضت الخطب مجموعة من المواضيع على مدى ثلاثة أيام - ظروف رحلة بهاء الله، حجر الزاوية في وحدة البشرية كتعاليم أساسية للدين، ونشر إعلان بهاء الله كمجموعة من أعماله المكتوبة حول هذه الذكرى، وتقارير عن وضع بعض المجتمعات في أوروبا وشمال إفريقيا والشرق الأوسط بالإضافة إلى ملخص للمجتمع العالمي، والتقدم المحرز في بيت العبادة البهائي الذي كان قيد الإنشاء في بنما، وتاريخ عكا والأحداث في حياة بهاء الله. نشرت صحيفة جورنال دي سيسيليا ‏، وهي صحيفة يومية تصدر في باليرمو، مقالاً عن مقابلة مع ديزي جيليسبي في بيرغامو مشيرة إلى ديانته كبهائية.
كان أحد الغجر السنتيين، فيتوريو ماير كوستودينو (المعروف باسم «سباتزو» أو «العصفور») على اتصال بالدين أثناء وجوده في السجن في صقلية. ومن خلاله انضم عدد من السنتي الصقليين إلى الدين بحلول مارس 1978. في عام 1989 انضم أول عضو في أربيريشي، بيترو باندولفيني، من جيلا، إلى الدين. في عام 1990، اجتمع حوالي ستين شابًا في جيلا لحضور مؤتمر.
احترامًا لاستقلالها الإقليمي وعمق المجتمع البهائي، انتخب البهائيون في صقلية جمعية وطنية خاصة بهم في عام 1995. في سبتمبر 2003، احتفل البهائيون في صقلية باليوبيل الذهبي لوصول الدين إلى هناك، والذي عقد في عام 2003 إحدى عشر جمعية.

### سردينيا
في أكتوبر 1953 انتقلت ماري سيوكا إلى كالياري في سردينيا وعينها شوقي أفندي فارسة من فرسان حضرة بهاءالله - كانت سيوكا إيطالية أمريكية وسرعان ما تزوجت من جيمس هولملوند الذي انتقل أيضًا إلى سردينيا من أمريكا. في عام 1966 أصبحت ليفيا بارجينتينو أول بهائية سردينية أصلية. في أغسطس 1968 تم دفن تشيوكا في مقبرة كالياري. في عام 1968، كان هناك اجتماع عام في سردينيا والذي كان أيضًا موضوع مقالة في الصحيفة المحلية. في نوفمبر 1975، أقامت الجمعية المحلية في كالياري جناحًا في معرض لمدة 10 أيام في سردينيا بالإضافة إلى الاحتفال بيوم الأمم المتحدة. في نوفمبر 1975، قام برنامج حواري تلفزيوني يسمى الساعة عشرين (بالإيطالية: Ore Venti) من كالياري بمراجعة الدين. افتتح المحاور البرنامج بقراءة من مقتطفات من كتابات حضرة بهاء الله. ثم تحدث أليساندرو بوساني عن تاريخ الدين وشرح الإدارة البهائية. وشرحت ضيفة أخرى، مانويلا فانتي، كيف ولماذا انضمت إلى هذا الدين. خلال المقابلة التي استغرقت 25 دقيقة، أكد بوساني على عالمية الدين من خلال وصف رحلته الأخيرة إلى بوليفيا. بحلول صيف عام 1976 تمت دعوة البهائيين لإلقاء محاضرات في عدد من فصول الدراسات الدينية في كالياري وأليساندريا، وتم إجراء مقابلات لمدة ساعة على محطتين إذاعيتين في كالياري وتم تشكيل جمعية في كوارتو سانت إيلينا. في عام 1978، جمع البهائيون في كالياري وكوارتو سانت إيلينا الموارد لدعم جناح في المعرض التجاري في عام 1978.

## المجتمع الحديث
في عام 2002، أنشأت جامعة باري دورة في الأخلاق والاقتصاد، «الأخلاق والاقتصاد: نحو نظام عالمي جديد» والتي تستند إلى التعاليم البهائية وعينت أستاذ البهائية ورجل الأعمال جوزيبي روبياتي مدرسًا لها. في عام 2008، استضافت الجماعة البهائية حوالي 25 مجموعة شبابية في جميع أنحاء إيطاليا تضم أكثر من 130 مشاركًا؛ ثلاثة أرباعهم يأتون من خارج الجماعة البهائية. في فبراير 2009، تم استضافة مؤتمر إقليمي لجنوب أوروبا حضره ما يقرب من 1700 شخص، منهم 300 من الأطفال والشباب الصغار، وأكثر من 100 من صقلية وحدها، مع مجتمعات بهائية من مختلف أنحاء جنوب أوروبا. انعقد المؤتمر في أبانو تيرمي، خارج مدينة بادوفا. وتضمنت العروض الفنية مغنيين أوبرا موهوبين من سلوفينيا ومالطا، وعازف بيانو من رومانيا، ومغني شعبي بلغاري، وعازف جيتار محترف من كرواتيا، كما أرسلت اليونان خمسة مغنيات بالإضافة إلى راقصين من رودس، وراقصين شعبيين صقليين. تمت توفير الترجمة الفورية باللغات الإنجليزية واليونانية والإيطالية والرومانية. وحضر جمشيد فارجافاندي، مدير مركز الدراسات البهائية في أكوتو. تعقد ندوات العرفان بانتظام في مركز الدراسات البهائية: أكوتو، إيطاليا منذ عام 1995.

### التركيبة السكانية
تقدر جمعية أرشيف بيانات الأديان (التي تعتمد بشكل أساسي على الموسوعة المسيحية العالمية ) وجود حوالي 5088 بهائيًا في إيطاليا في عام 2005. تزعم المصادر البهائية أن عدد أتباعها يبلغ حوالي 3000 شخص وهم متواجدون في أكثر من 300 موقع في جميع أنحاء إيطاليا.

## للقراءة الإضافية
Savi، Julio (1992). "إيطاليا: تاريخ الديانة البهائية". مسودة «موسوعة مختصرة عن الدين البهائي». المكتبة البهائية على الإنترنت. مؤرشف من الأصل في 2024-09-28. اطلع عليه بتاريخ 2010-06-01.

## وصلات خارجية
- الموقع الرسمي للجمعية الروحية الوطنية للبهائيين في إيطاليا

مدونة وكالة الأمن القومي
- - الجمعية الروحية المحلية للبهائيين في بيغاريلو
  - الجمعية الروحية المحلية للبهائيين في بولونيا
  - الجمعية الروحية المحلية للبهائيين في غروسيتو
  - الجمعية الروحية المحلية للبهائيين في مانتوفا
  - الجمعية الروحية المحلية للبهائيين في ميلانو
  - الجمعية الروحية المحلية للبهائيين في ريميني[وصلة مكسورة]
  - الجمعية الروحية المحلية للبهائيين في ساليرنو
    - الموقع الرسمي للمعهد الوطني للتنمية البشرية لأوغو وأنجيلين جياتشيري
    - فنانو البهائية في إيطاليا
    - وكالة أنباء وكالة الأمن القومي الإيطالية
    - منتدى الأعمال البهائي الأوروبي - إيطاليا